# Katholieke Majesteit
De pausen hebben in de 16e eeuw bepaalde Europese vorsten een bijzondere titel verleend. Deze keert terug in de aanspreekvorm en zo werden de opvolgers van De Katholieke Koningen (Spaans: Los Reyes Católicos) Ferdinand van Aragon en Isabella van Castilië, ook Katholieke Majesteiten genoemd. De titel werd hen door paus Alexander VI toegekend.
Koning Juan Carlos I van Spanje verkoos in 1975 alleen "Zijne Majesteit de Koning van Spanje" te zijn. Hij heeft desondanks zijn aanspraken op de oude titels van de Spaanse kroon, waaronder deze, niet opgegeven.

## Rechten
- De vorstin heeft recht op het privilège du blanc
- Sacramenten ontvangen van de paus persoonlijk, zoals de communie
- Opname in pontificale onderscheiding en ordes